# Stefan Kiedrzyński

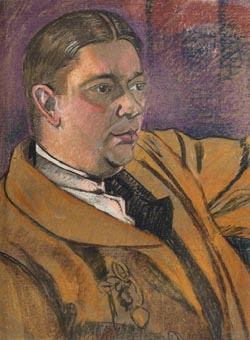
portret pędzla Stanisława Ignacego Witkiewicza z 1917

Stefan Kiedrzyński (ur. 24 lipca 1886 w Warszawie, zm. 19 lipca 1943 w Nowej Wsi pod Warką) – polski dramaturg i powieściopisarz.

## Życiorys
Absolwent warszawskiej Szkoły Sztuk Pięknych. W latach 1913–1917 przebywał w Paryżu, Petersburgu i Mińsku. Po I wojnie światowej osiadł w Warszawie. Był stałym współpracownikiem Kuriera Warszawskiego. Tworzył komedie, satyry, farsy, powieści obyczajowe i sensacyjne, a także scenariusze filmowe.
W latach trzydziestych XX wieku namówiony przez swojego przyjaciela i rówieśnika Zygmunta Bartkiewicza, Kiedrzyński nabył dość duży plac przy ulicy Sportowej w Brwinowie pod Warszawą, gdzie wybudował dom.
Wszystkie jego utwory objęte były w 1951 roku zapisem cenzury w Polsce, podlegały natychmiastowemu wycofaniu z bibliotek.

## Odznaczenia
- Złoty Wawrzyn Akademicki (5 listopada 1938)[4]

## Wybrane tytuły
- Chimera (1907)
- Cudowne medium
- Dzień upragniony (1933)
- Dzisiejsi (1911)
- Fatalne miłosierdzie
- Gniazdko (1909)
- Krzyk w nocy (1919)
- Nie rzucaj mnie, madame (1930)
- Panna Coctail (1937)
- Pocałunek wojny
- Rozkosz życia (1909)
- Serce na ulicy (1930)
- Trujący kwiat (1914)
- Twarze bez masek (1934)
- Uśmiech szatana (1921)
- Wino, kobieta i dancing (1930)
- Żona i nie żona (1926, wcześniej publikowana w odcinkach w „Warszawiance” - jesień/zima 1925 roku)

## Ekranizacje[5]
- Słodycz grzechu (1914)
- Zew morza (1927)
- Tajemnica starego rodu (1928)
- Żona i nie żona (1939)
- Kłamstwo Krystyny (1939)